# Campionati italiani femminili assoluti di atletica leggera 1933
Gli XI campionati italiani femminili assoluti di atletica leggera si sono tenuti a Verona, presso lo stadio Marcantonio Bentegodi, il 1º ottobre 1933. Sono stati assegnati dieci titoli in altrettante discipline.
Rispetto all'edizione precedente, il programma non prevedeva le gare degli 80 metri piani e della staffetta 4×75 metri. La classifica a squadre ha visto la vittoria della Virtus Bologna Sportiva con 90,2 punti, seguita da Società Ginnastica Triestina (73 punti) e Venchi Unica Torino (57 punti).
Durante la manifestazione furono battuti due record italiani: salto in lungo (Claudia Testoni, 5,11 m) e salto in alto (Ondina Valla, 1,50 m). Un terzo record italiano è stato inoltre battuto in questa giornata, fuori gara: Angelo Tommasi, della Fondazione Bentegodi Verona, ha infatti superato l'asticella del salto in alto posta a 1,915 m, contro il precedente record di 1,905 m detenuto dallo stesso Tommasi.

## Risultati
| Specialità             | Oro                                                                                    | Prestazione | Argento                                                                      | Prestazione | Bronzo                                       | Prestazione |
| Corse                  | Corse                                                                                  | Corse       | Corse                                                                        | Corse       | Corse                                        | Corse       |
| ---------------------- | -------------------------------------------------------------------------------------- | ----------- | ---------------------------------------------------------------------------- | ----------- | -------------------------------------------- | ----------- |
| 60 m                   | Claudia Testoni Virtus Bologna Sportiva                                                | 8"1/5       | Maria Coselli Società Ginnastica Triestina                                   | n/d         | Nives De Grassi Società Ginnastica Triestina | n/d         |
| 100 m                  | Ondina Valla Virtus Bologna Sportiva                                                   | 13"4/5      | Maria Bravin Società Ginnastica Triestina                                    | n/d         | Fernanda Bullano Venchi Unica Torino         | n/d         |
| 200 m                  | Claudia Testoni Virtus Bologna Sportiva                                                | 27"3/5      | Nives De Grassi Società Ginnastica Triestina                                 | n/d         | Giulietta Mainardi Venchi Unica Torino       | n/d         |
| 80 m hs                | Ondina Valla Virtus Bologna Sportiva                                                   | 13"1/5      | Ada Giacotto Venchi Unica Torino                                             | 16"2/5      | Pina Cipriotto Società Ginnastica Triestina  | n/d         |
| Staffetta 4×100 m      | Società Ginnastica Triestina Nives De Grassi Pina Cipriotto Maria Coselli Maria Bravin | 55"0        | Virtus Bologna Sportiva Claudia Testoni Arrigoni Vittoria Salmi Ondina Valla | n/d         | Venchi Unica Torino                          | n/d         |
| Salti                  |                                                                                        |             |                                                                              |             |                                              |             |
| Salto in alto          | Ondina Valla Virtus Bologna Sportiva                                                   | 1,50 m      | Maria Coselli Società Ginnastica Triestina                                   | 1,40 m      | Pia Mortarini Venchi Unica Torino            | 1,35 m      |
| Salto in lungo         | Claudia Testoni Virtus Bologna Sportiva                                                | 5,11 m      | Fernanda Bullano Venchi Unica Torino                                         | 4,46 m      | Elisa Lambertini Virtus Bologna Sportiva     | 4,34 m      |
| Lanci                  |                                                                                        |             |                                                                              |             |                                              |             |
| Getto del peso         | Bruna Bertolini Venchi Unica Torino                                                    | 10,875      | Maria Bravin Società Ginnastica Triestina                                    | 8,63 m      | Nives De Grassi Società Ginnastica Triestina | 8,37 m      |
| Lancio del disco       | Bruna Bertolini Venchi Unica Torino                                                    | 29,25 m     | Jolanda Bacchelli Virtus Bologna Sportiva                                    | 28,355 m    | Anna Stivani Virtus Bologna Sportiva         | 26,25 m     |
| Lancio del giavellotto | Jolanda Bacchelli Virtus Bologna Sportiva                                              | 31,54 m     | Bruna Bertolini Venchi Unica Torino                                          | 31,375 m    | Maria Coselli Società Ginnastica Triestina   | 28,13 m     |